# Royalty in Exile
Albums de The Scabs
Skintight
(1987) Jumping the Tracks
(1991)
Royalty in Exile est le troisième album du groupe de rock belge The Scabs sorti en 1990.

## L'album
Premier album avec le bassiste Fons Sijmons.

Seul album des Scabs à avoir été disque d'or.

Toutes les compositions ont été écrites par les membres du groupe.

L'album a été réédité en 2007 avec un titre supplémentaire, Motorcycle Boy.

## Les musiciens
- Guy Swinnen : voix, guitare
- Willy Willy : guitare
- Fons Sijmons : basse
- Frankie Saenen : batterie

## Les titres
1. Crime Wave - 4 min 21 s
2. You Don't Need a Woman - 3 min 20 s
3. Little Lady - 4 min 37 s
4. Hard Times - 4 min 50 s
5. Lucky Star - 3 min 43 s
6. I Need You - 3 min 49 s
7. Come On - 3 min 19 s
8. Time - 3 min 34 s
9. Live It Up - 3 min 20 s
10. Medicine Man - 3 min 47 s
11. Barkeep - 2 min 22 s

## Informations sur le contenu de l'album
- Little Lady, Hard Times, I Need You et Time sont également sortis en single
- Pieter Van Bogaert assure les parties de claviers
- Beverly Jo Scott assure les chœurs féminins et Patrick Riguelle les chœurs masculins
- Eric Melaerts assure les parties additionnelles de guitare sur Little Lady, Hard Times et Live It Up
- Chris Joris joue des percussions
- Patrick Riguelle joue de l'harmonica sur Barkeep
- Jan Hautekiet joue du piano sur Barkeep